# Rawang Lama
Rawang Lama is een bestuurslaag in het regentschap Asahan van de provincie Noord-Sumatra, Indonesië. Rawang Lama telt 3132 inwoners (volkstelling 2010).